# Prostor (revue)
Revue Prostor je literárně-kulturní časopis se samizdatovou minulostí založený v roce 1982. V současnosti vychází jako pololetník, vždy s orientací na aktuální a celospolečenské téma. Revue Prostor sestává z kvalitních esejů od předních českých autorů a vědců. Mozaiku čísla komplementárně doplňují vybraní autoři z české i zahraniční literární scény. Výjimečný profil revue Prostor spočívá mj. ve spolupráci s tzv. hostujícími dramaturgy jednotlivých čísel.
Součástí produkce pololetníku revue Prostor je také online periodikum Blog revue Prostor, kde redakce pravidelně publikuje aktuální eseje, interview, recenze, literaturu, podcasty a další. Součástí Blogu revue Prostor je platforma Prostor on-line, která publikuje napříč žánry, jazyky a sleduje to nejsoučasnější v kulturně-společenské sféře.
Revue Prostor také organizuje pravidelné literární a diskuzní akce pod názvem Čítárna HYB4. 

## Redakce
- Od roku 2014 je šéfredaktorkou Marina V. Šternová.
- Hlavní editor pololetníku revue Prostor je Ondřej Macl.
- Literární redaktorka a dramaturgyně akcí je Anna Luňáková.
- Hlavní editor Prostor on-line je Ondřej Trhoň.
- Grafička pololetníku revue Prostor je Hoai Le Thi. Výtvarník a sound designer je Jakub Štourač.
- Hlavní produkční redakce je Lucie Kameníčková.
- O sociální sítě a produkci akcí se stará Štěpánka Dušková.
- Mezi redaktorky patří také: Hanka Trojánková a Lucie Berg.

Dramaturgové revue Prostor od roku 2014: Petra Hůlová, Ivo Bystřičan, Hana Biriczová a Šimon Holý, Adam Borzič, Ondřej Trhoň, Stanislav Biler, Marie Iljašenko a Jan Blažek, Lukáš Senft, Matěj Metelec, Petr Fischer, Jan Jandourek, Markéta Slavková, Daniela Vodáčková a Petr Bittner.

## Knihovna revue Prostor
V roce 2021 vydalo revue Prostor svou první nezávislou knižní publikaci Pandezie. Vydáno: 2021, Sdružení pro vydávání revue Prostor.
„Pandezie je svědectvím českých básníků a básnířek, které reflektuje nastalou pandemii, ale i to, jak nám vstoupila do každodennosti. Cílem bylo vytvořit časovou kapsli, jež zaznamenala neustálé proměny přítomnosti za časů pandemie. Antologie byla realizována společně s redakčním kolektivem revue Prostor uprostřed probíhající epidemie, a to navzdory nesnadnostem doby i tématu. Tvorba svádí souboj se samotou, akt psaní s bolestí, humor se smutkem a ironie s vážností. Pokud ve válce mlčí múzy, co nám asi šeptají během světové pandemie?“

## Historie

### 80. léta
Revue založili v roce 1982 Aleš Lederer, Jan Vávra, Jan Štern a Jiří Hapala. Vzhledem k tomu, že časopis byl protirežimní, vycházel v samizdatu. Duchovním otcem revue Prostor byl Pavel Tigrid. Nejen že ji finančně podporoval, ale i technologicky zásoboval redakci. To vše probíhalo v utajení; kvůli hrozbě prozrazení a zákazu používali autoři i přispěvatelé pseudonymy. Takto vyšlo celkem 12 čísel. (Revue byla koncipována jako čtvrtletník, ale vycházela nepravidelně.) Jako oficiálně vycházející časopis začínal Prostor upravenými a doplněnými vydáními samizdatových čísel 11 a 12.

### 90. léta
Po revoluci byl zvolen šéfredaktorem Rudolf Starý a od roku 1990 začala nezávislá, kulturně politická revue Prostor vycházet v soukromém nakladatelství a vydavatelství Aleše Lederera, který jakožto vydavatel rovněž řídil redakční kruh časopisu, jehož členy byli Rudolf Starý (pozdější šéfredaktor), Jan Vávra, Josef Kroutvor, Milan Hanuš (pozdější výkonný redaktor) a Stanislava Přádná. V jednotlivých tematických číslech se objevovaly esejistické texty zrcadlící proměnu společenské, politické, kulturní i psychologické atmosféry doby. Vedle předních domácích autorů uváděla revue především významné představitele západních duchovních proudů (C. G. Jung, F. A. von Hayek, R. Scruton).
Koncem roku 1994 bylo vydávání revue Prostor z finančních důvodů pozastaveno (poslední číslo 30). Od poloviny roku 1996 začala revue vycházet opět, tentokrát ve změněné grafické úpravě. Šéfredaktorem se v roce 1996 stal filmový teoretik Milan Hanuš. Od čísla 31 nesla název podtitul Prostor. Společensko-kulturní revue.
Od roku 1999 (od č. 41) bylo vydavatelem čtvrtletníku Sdružení pro vydávání revue Prostor, od roku 2016 Spolek pro vydávání revue Prostor, takže existence časopisu závisí na finanční podpoře státních i nestátních organizací, nadací, firem i jednotlivých podporovatelů (k nimž je třeba přičíst i všechny předplatitele). Od roku 2016 vychází periodikum dvakrát ročně. ISSN je 0862-7045. Číslování periodika je od počátku kontinuální (průběžné).